# Forze armate marocchine
Le Forze armate marocchine (in arabo: القوات المسلحة الملكية المغربية, in berbero: Idwasen Urbiben Igeldanen n Murakuc) costituiscono l'insieme delle forze militari del regno del Marocco; si compongono di Esercito (Armée royale), Marina (Marine royale), Aeronautica (Forces royales air), Guardia reale (Garde royale), Gendarmeria regia (Gendarmerie royale) e Forze ausiliarie (Forces auxiliaires).